# Mouhers

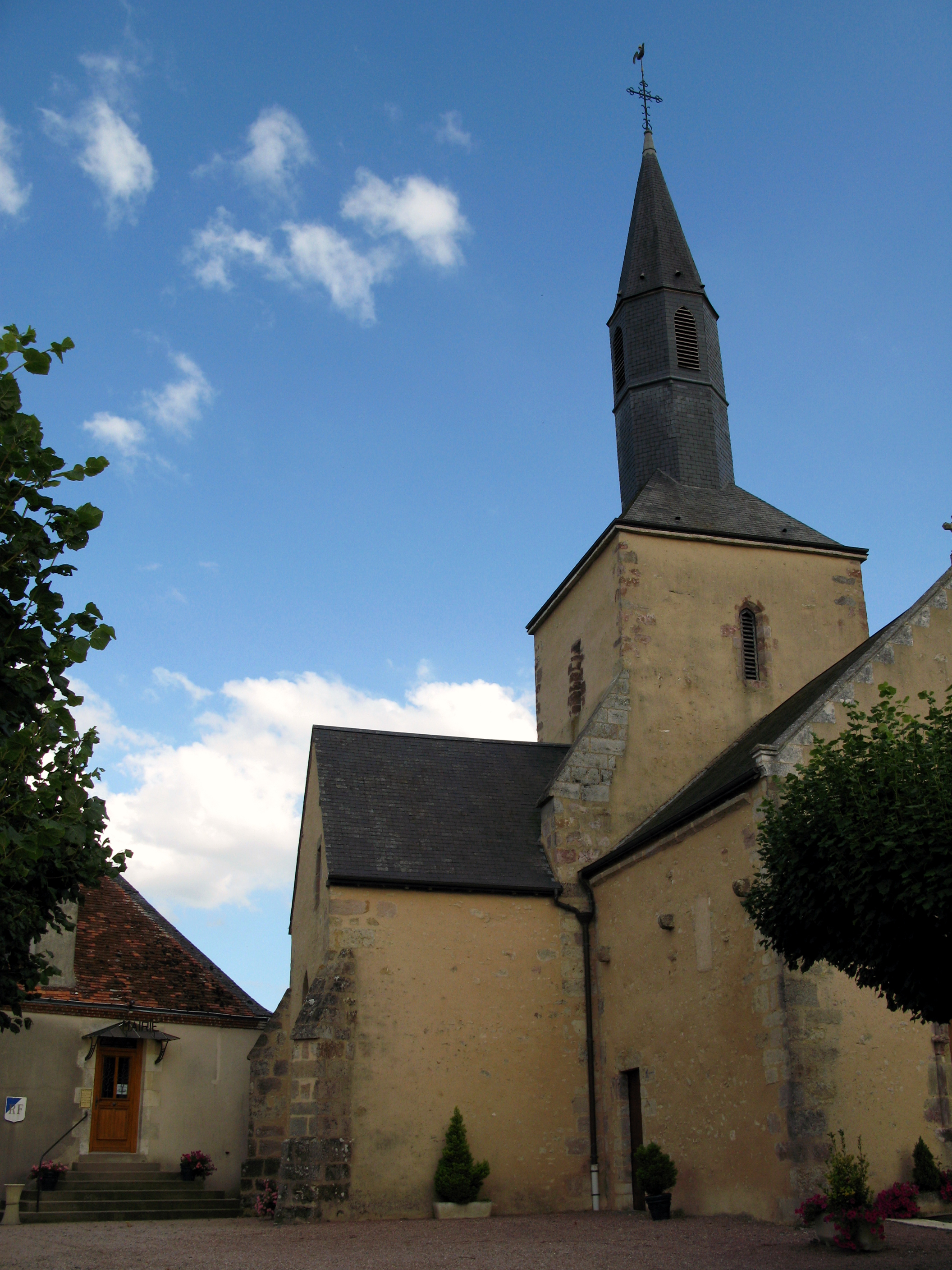
Kerke en gemeentehuis

Mouhers is een gemeente in het Franse departement Indre (regio Centre-Val de Loire) en telt 247 inwoners (2005). De plaats maakt deel uit van het arrondissement La Châtre.

## Geografie
De oppervlakte van Mouhers bedraagt 17,9 km², de bevolkingsdichtheid is 13,8 inwoners per km².
De onderstaande kaart toont de ligging van Mouhers met de belangrijkste infrastructuur en aangrenzende gemeenten.

## Demografie
Onderstaande figuur toont het verloop van het inwonertal (bron: INSEE-tellingen).